# Grafschaft Sayn-Hachenburg

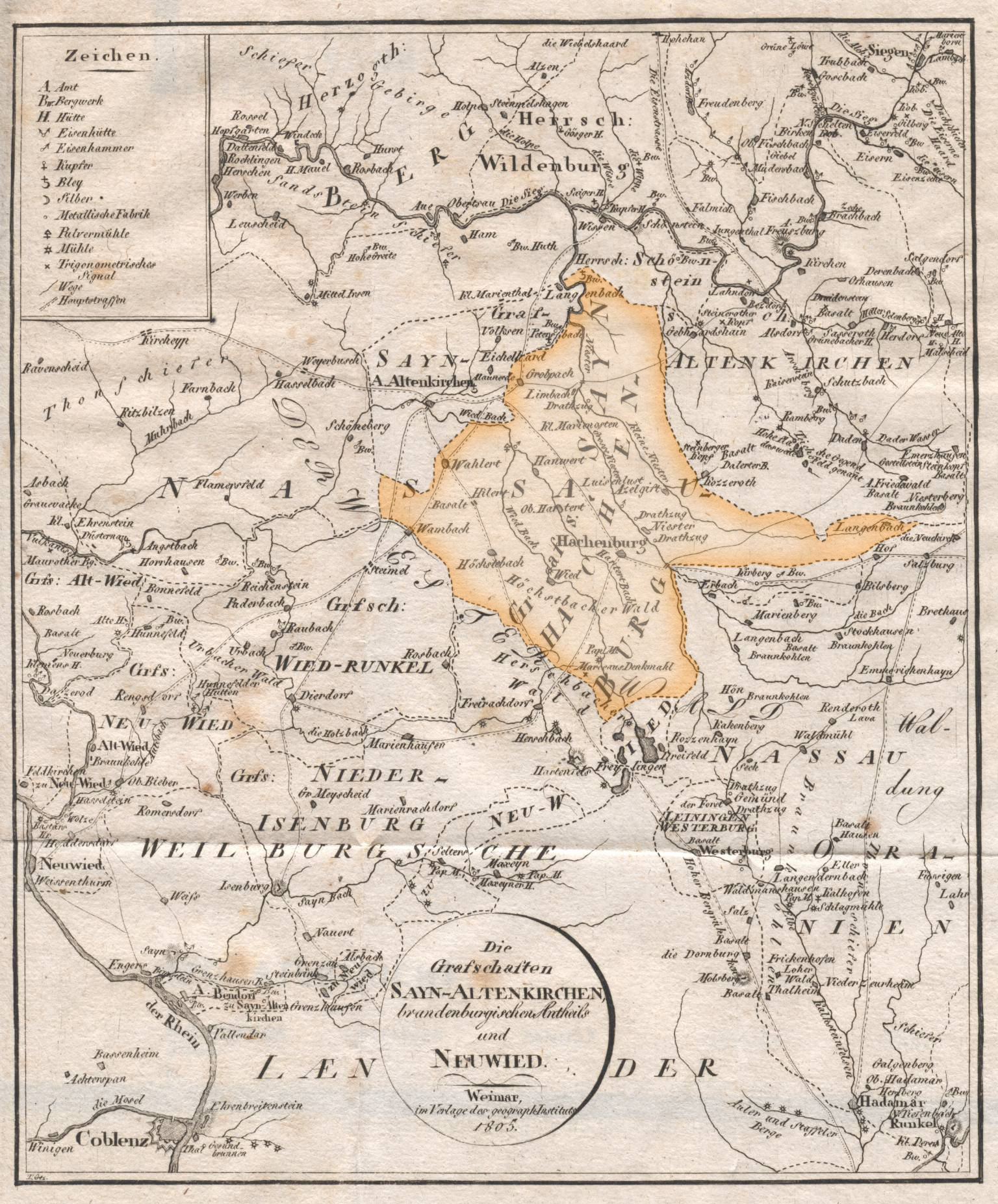
Sayn-Hachenburg, 1805

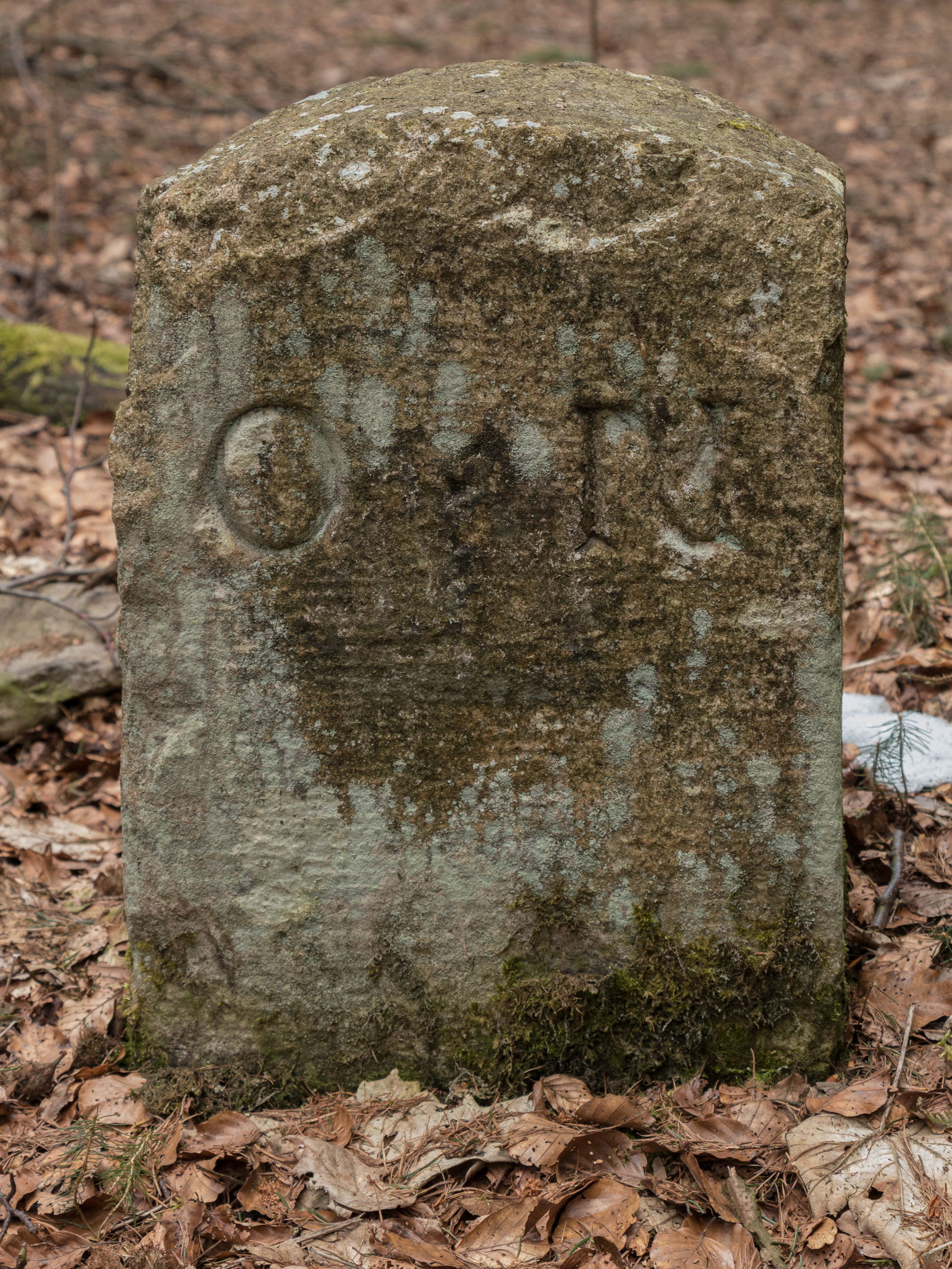
Grenzstein von Sayn-Hachenburg, erkennbar an den Buchstaben „SH“

Die Grafschaft Sayn-Hachenburg war ein reichsunmittelbares Territorium des Heiligen Römischen Reiches im Gebiet des Westerwaldes im heutigen Land Rheinland-Pfalz. Die Grafschaft entstand 1652 durch Erbteilung aus der Grafschaft Sayn.

## Geschichte

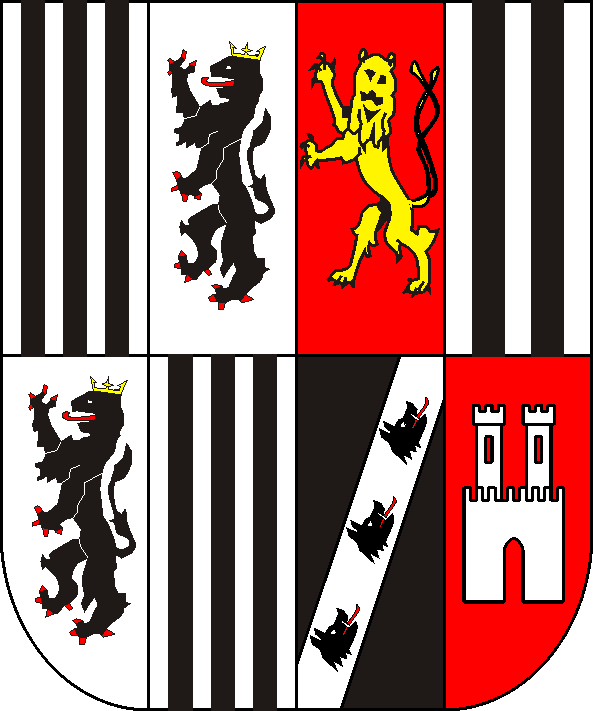
Graf von Kirchberg-Sayn

Die Grafen von Sayn errichteten um 1200 zum Schutz einer alten Handelsstraße die Burg Hachenburg im Westerwald. Sie wurde bald zum Mittelpunkt der Verwaltung in der Grafschaft Sayn. Nachdem die ältere Linie der Grafen von Sayn 1606 erloschen war, kam Hachenburg an die Grafen von Sayn-Wittgenstein-Sayn.
Nach dem Tode des letzten Grafen 1636 wurde die Grafschaft seit Mitte des 17. Jahrhunderts in mehreren Teilungsverträgen in Sayn-Altenkirchen und Sayn-Hachenburg aufgeteilt. Letztere gelangte nach langem Streit mit dem Kurfürstentum Köln im Jahr 1649 mit der Gräfin Louise Juliane („Die Gräfin von Sayn“), über deren zweite Tochter Ernestine durch Heirat an die Grafen von Manderscheid-Blankenheim und im Jahre 1714 an die Burggrafen von Kirchberg. 1799 fiel die Grafschaft an die Fürsten von Nassau-Weilburg. Im Zusammenhang mit der Bildung des Rheinbundes (1806) fiel Sayn-Hachenburg zusammen mit Sayn-Altenkirchen an das neu errichtete Herzogtum Nassau.
Die Grafschaft gehörte zum Niederrheinisch-Westfälischen Reichskreis und die Grafen dem Niederrheinisch-Westfälischen Reichsgrafenkollegium an. Das Territorium hatte um 1800 rund 250 km² mit ca. 12.000 Einwohnern.
Die Grafschaft erstreckte sich über das Kerngebiet um Hachenburg (das Amt Hachenburg), den Bann Maxsain, einen Anteil am Grund Seel- und Burbach (dem Amt Neunkirchen) (Kondominat) sowie auf die Kirchspiele Birnbach, Flammersfeld, Hamm und Schöneberg (dem Amt Schöneberg). Die genannten Kirchspiele wurden 1815 an Preußen abgetreten. Das übrige Gebiet verblieb bis 1866 beim Herzogtum Nassau, kam 1866 an Preußen und wurde 1946 Teil des Landes Rheinland-Pfalz.